# Andrew Lindsay
Andrew James Ronald Lindsay (MBE) (født 25. marts 1977 i Portree) er en skotsk forretningsmand og tidligere roer og olympisk guldvinder.
Lindsay gik på Eton College og senere på Oxford. Han deltog blandt andet i tre udgaver af Boat Race mod Cambridge.
Hans rokarriere blev ganske kort: Han var med i den britiske otter i 1998 til 2000, med en afstikker til firer med styrmand, hvor han var med til at sikre Storbritannien bronze ved U/23-VM i 1999.
Højdepunktet i karrieren kom ved OL 2000 i Sydney, hvor otterens besætning ud over Lindsay bestod af Ben Hunt-Davis, Simon Dennis, Louis Attrill, Luka Grubor, Kieran West, Fred Scarlett, Steve Trapmore og styrmand Rowley Douglas. I indledende heat blev briterne nummer to i deres heat efter Australien, men de kvalificerede sig til finalen efter sejr i opsamlingsheatet. I finalen lagde briterne sig i spidsen fra løbets begyndelse, og der blev de og sikrede sig guldet (den første britiske guldmedalje i disciplinen siden OL 1912) lidt under et sekund foran australierne, mens bronzen gik til Kroatien.
Efter OL indstillede han rokarrieren og koncentrerede sig om en karriere i forretningsverdenen. Han har været administrerende direktør i Telecom Plus plc.

## OL-medaljer
- 2000:  Guld i otter